# Ramphotyphlops conradi
Ramphotyphlops conradi är en ormart som beskrevs av Peters 1875. Ramphotyphlops conradi ingår i släktet Ramphotyphlops och familjen maskormar. Inga underarter finns listade i Catalogue of Life.
Denna orm förekommer vid staden Manado på norra Sulawesi. Den exakta fyndplatsen av den enda kända individen är inte dokumenterad. Troligtvis lever arten i skogar. Ramphotyphlops conradi gräver antagligen i lövskiktet och i det översta jordlagret. Honor lägger troligtvis ägg.
Beståndet hotas av skogsröjningar. Det är inget känt om populationens storlek. IUCN kategoriserar arten globalt som otillräckligt studerad.